# Krojanty (przystanek kolejowy)
Krojanty – przystanek kolejowy położony 1,5 km na wschód od w Krojant, w województwie pomorskim, w Polsce.

## Ruch pasażerski
| Rok  | Wymiana pasażerska na dobę |
| ---- | -------------------------- |
| 2017 | 20-49                      |
| 2022 | 20-49                      |